# White Iverson
White Iverson es el primer sencillo del cantante estadounidense Post Malone. Fue lanzado originalmente el 4 de febrero de 2015, a través de la cuenta SoundCloud de Post Malone. Fue lanzado como sencillo oficial el 14 de agosto de 2015 por Republic Records. Sirvió como el primer sencillo de su álbum de estudio debut, Stoney. La pista fue producida por Post Malone y Rex Kudo. Alcanzó su punto máximo en el número 14 en el Billboard Hot 100.

## Rendimiento comercial
"White Iverson" debutó en el número 84 en el Billboard Hot 100 para la tabla del 26 de septiembre de 2015 y alcanzó el número 14 para la tabla del 23 de enero de 2016. La canción fue certificada 5× Platinum por la Recording Industry Association of America (RIAA) por ventas de cinco millones de copias digitales.

## Certificaciones
| País (Organismo certificador) | Certificaciones | Ventas certificadas | Ref.  |
| ----------------------------- | --------------- | ------------------- | ----- |
| Estados Unidos (RIAA)         | Diamante        | 10 000 000          | [ 2 ] |